# Why Love Is Blind
Why Love Is Blind est un film muet américain réalisé par George Nichols et sorti en 1916.

## Fiche technique
- Réalisation : George Nichols
- Scénario : William Anthony McGuire
- Production : William Nicholas Selig
- Date de sortie : 
  - États-Unis : 17 janvier 1916

## Distribution
- Jack Pickford
- Guy Oliver
- William Scott
- Lillian Hayward
- Frank Clark
- Betty Nathan